# Luebo
Luebo es un territorio y una localidad de la provincia del Kasaï en la República Democrática del Congo. En 2009 registró una población de 40.115 habitantes.

## Colectividades
Luebo se divide en los sectores de Luebo, Luebo-Kabambayi, Luebo-Lulengele, Luebo-Wedi y Ndjoko-Punda.